# Lipje (Słowenia)
Lipje – wieś w Słowenii, w gminie miejskiej Velenje. W 2018 roku liczyła 425 mieszkańców. 